# Космос-2251
Космос-2251 — российский военный спутник связи типа «Стрела-2М» № 51, запущенный 16 июня 1993 года в 4:17 UTC с космодрома Плесецк ракетой-носителем «Космос 11К65М». Спустя два года был выведен из эксплуатации. 10 февраля 2009 года в 4:55 UTC, находясь на высоте 790 километров над территорией северной части Сибири (полуостров Таймыр) столкнулся с американским спутником Iridium-33 — первое подобное происшествие такого рода в истории космонавтики. Образовалось приблизительно 600 осколков размером более 5 см и несколько тысяч мелких.

## Первоначальные орбитальные данные спутника
- Перигей — 783 км
- Апогей — 821 км
- Период обращения вокруг Земли — 100,8 минуты
- Угол наклона плоскости орбиты к плоскости экватора Земли — 74°

## Аппаратура, установленная на спутнике
На спутнике размещалась научная аппаратура для исследования космоса. По данным НАСА, на «Космосе-2251» отсутствовала система маневрирования.